# ناهار (ترانه)
«ناهار» (انگلیسی: Lunch) ترانه‌ای از خواننده و ترانه‌پرداز آمریکایی، بیلی آیلیش و تک‌آهنگ آغازین سومین آلبوم استودیویی او به نام هیت می هارد اند سافت (۲۰۲۴) است. این ترانه در ۱۷ مه ۲۰۲۴ منتشر شد.

## گواهی‌نامه‌ها
| منطقه                                                                            | گواهی     | واحد گواهی‌شده/فروش |
| -------------------------------------------------------------------------------- | --------- | ------------------ |
| اتریش (فونوگرافی اتریش)                                                          | طلا       | ۱۵٬۰۰۰             |
| بلژیک (بی‌ئی‌ای)                                                                   | پلاتین    | ۴۰٬۰۰۰             |
| کانادا (میوزیک کانادا)                                                           | ۲× پلاتین | ۱۶۰٬۰۰۰            |
| دانمارک (آی‌اف‌پی‌آی)                                                               | طلا       | ۴۵٬۰۰۰             |
| فرانسه (اس‌ان‌ئی‌پی)                                                                | طلا       | ۱۰۰٬۰۰۰            |
| ایتالیا (اف‌آی‌ام‌آی)                                                               | طلا       | ۵۰٬۰۰۰             |
| نیوزیلند (آرآی‌ای‌ان‌زد)                                                            | پلاتین    | ۳۰٬۰۰۰             |
| لهستان (زدپی‌ای‌وی)                                                                | پلاتین    | ۵۰٬۰۰۰             |
| پرتغال (انجمن صنفی گرامافون)                                                     | پلاتین    | ۱۰٬۰۰۰             |
| اسپانیا (سازنده‌های موسیقی)                                                       | طلا       | ۳۰٬۰۰۰             |
| بریتانیا (بی‌پی‌آی)                                                                | طلا       | ۴۰۰٬۰۰۰            |
| ایالات متحده (آرآی‌ای‌ای)                                                          | پلاتین    | ۱٬۰۰۰٬۰۰۰          |
| استریم                                                                           |           |                    |
| یونان (آی‌اف‌پی‌آی یونان)                                                           | پلاتین    | ۲٬۰۰۰٬۰۰۰          |
| رقم فروش+پخش جاری تنها بر پایهٔ گواهی‌ها. · رقم فقط پخش جاری تنها بر پایهٔ گواهی‌ها. |           |                    |

## تاریخچه انتشار
| منطقه        | تاریخ      | فرمت                   | ناشر(ان)            | منابع  |
| ------------ | ---------- | ---------------------- | ------------------- | ------ |
| کانادا       | ۱۷ مه ۲۰۲۴ | رادیو ایرپلی           | اینترسکوپ یونیورسال | [ ۱۵ ] |
| ایتالیا      | ۱۷ مه ۲۰۲۴ | رادیو ایرپلی           | یونیورسال           | [ ۱۶ ] |
| ایالات متحده | ۱۷ مه ۲۰۲۴ | Contemporary hit radio | دارک‌روم اینترسکوپ   | [ ۱۷ ] |